# Тур, Александр Фёдорович
Алекса́ндр Фёдорович Тур (3 [15] сентября 1894, Новгород-Северский — 24 июля 1974, Ленинград) — советский врач-педиатр, доктор медицинских наук, профессор, академик АМН СССР (1952), заслуженный деятель науки РСФСР (1947), заведующий кафедрой госпитальной педиатрии Ленинградского Педиатрического медицинского института. Из потомственных дворян, сын действительного статского советника, профессора, ректора 1-го Педагогического института, заведующего кафедрой физиологии 2-го Ленинградского медицинского института Фёдора Евдокимовича Тура. Участник Первой мировой войны, участник Гражданской войны, житель блокадного Ленинграда.

## Биография
Родился в семье ассистента кафедры физиологии Императорского Санкт-Петербургского университета, Фёдора Евдокимовича Тура и его жены Веры Васильевны. Хотя семья давно уже проживала в Санкт-Петербурге, местом рождения Александра стала родина родителей, дом его деда Евдокима Николаевича Тура — крестьянина из небольшого городка Новгород-Северский в Черниговской губернии на Украине.
Вскоре после рождения А. Тур переехал в Петербург. Детские годы провёл на Васильевском острове, где в 1901 г. был определён на подготовительное отделение престижной Ларинской петербургской гимназии. Задолго до этого его отец Фёдор Евдокимович активно участвовал в общественной жизни гимназии. Он был Товарищем председателя общества вспоможения её нуждающимся ученикам. В эти годы он оказался близко знаком с врачом гимназии — известным петербургским педиатром Д. А. Соколовым. Тот нередко бывал в доме Туров, и как позже сам свидетельствовал Александр Фёдорович, это знакомство оказало существенное влияние на выбор им своей будущей профессии.

### Годы учебы в Императорской военно-медицинской академии. Первая мировая и Гражданская войны

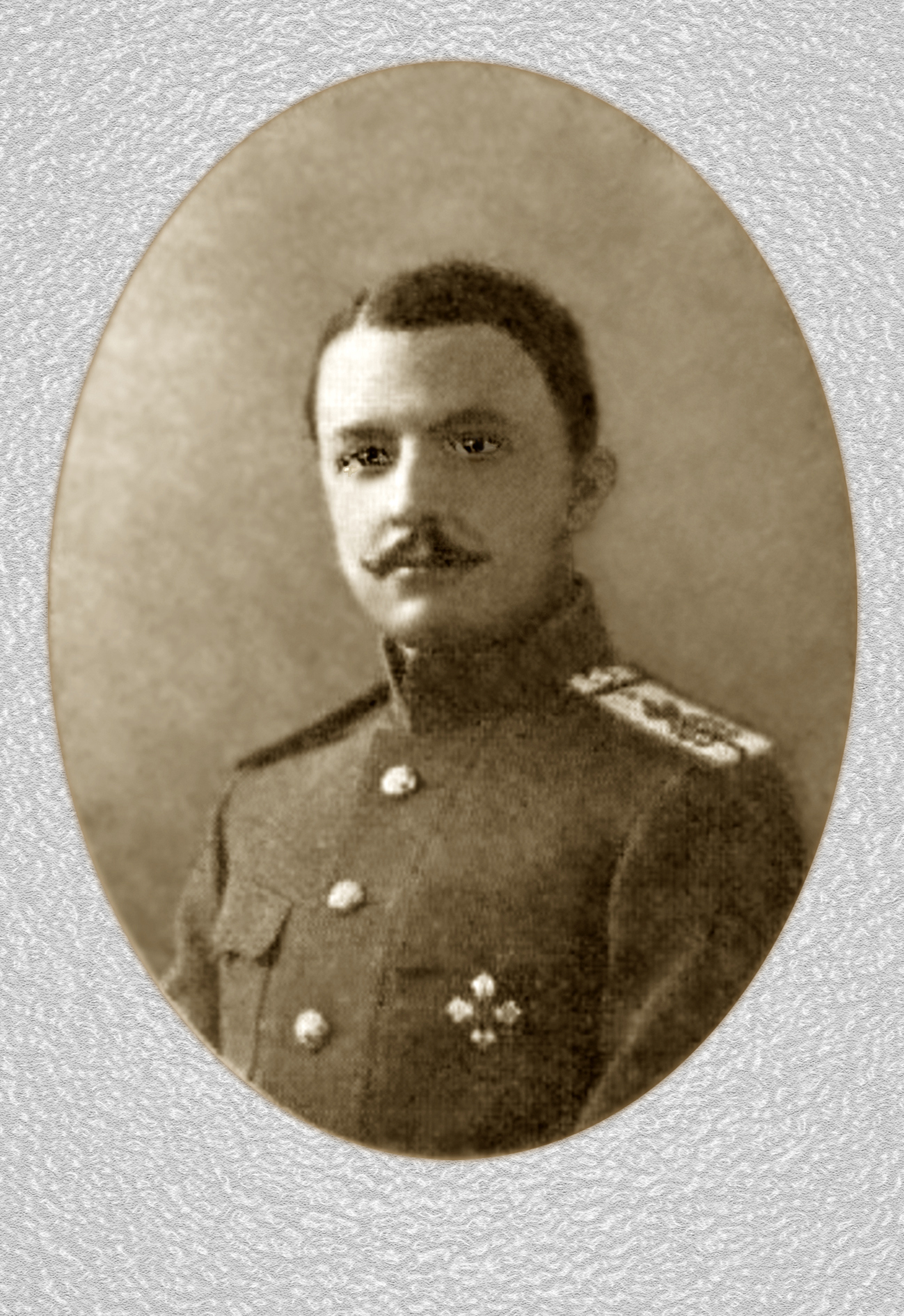
А. Ф. Тур — слушатель ВМА. 1915 г. Архив Н. П. Шабалова

Окончив гимназию с золотой медалью, в 1911 г. А. Ф. Тур поступил в Императорскую военно-медицинскую академию. Среди учителей Александра Федоровича были такие выдающиеся деятели отечественной медицины, как И. П. Павлов, А. А. Максимов, Н. П. Кравков, В. Н. Шевкуненко, С. П. Федоров, В. А. Оппель, В. П. Осипов, М. И. Аствацатуров, М. В. Яновский, А. Н. Шкарин и др.
Через год после начала Первой мировой войны, летом 1915 г. в звании зауряд-врача А. Ф. Тур вместе с другими слушателями академии оказался в Действующей армии. Врачом госпиталя Новогеоргиевской крепости, что в 30 км от Варшавы, он был направлен под начало Н. М. Филончикова. Очень скоро, 14 июля германские войска начали осаду крепости. Она продолжалась до 20 августа. В ходе тяжёлых боёв, не имея возможности получать подкрепление и боеприпасы, неся большие потери убитыми и ранеными, защитники крепости быстро теряли силы. Вместе с товарищами А. Ф. Тур выполнял свой долг врача, но далеко не всех раненых удавалось вернуть в строй. В ночь с 19 на 20 августа был подписан акт о сдаче крепости немецкому командованию, которое придавало этой победе настолько большое значение, что при сдаче крепости присутствовал кайзер Вильгельм II.

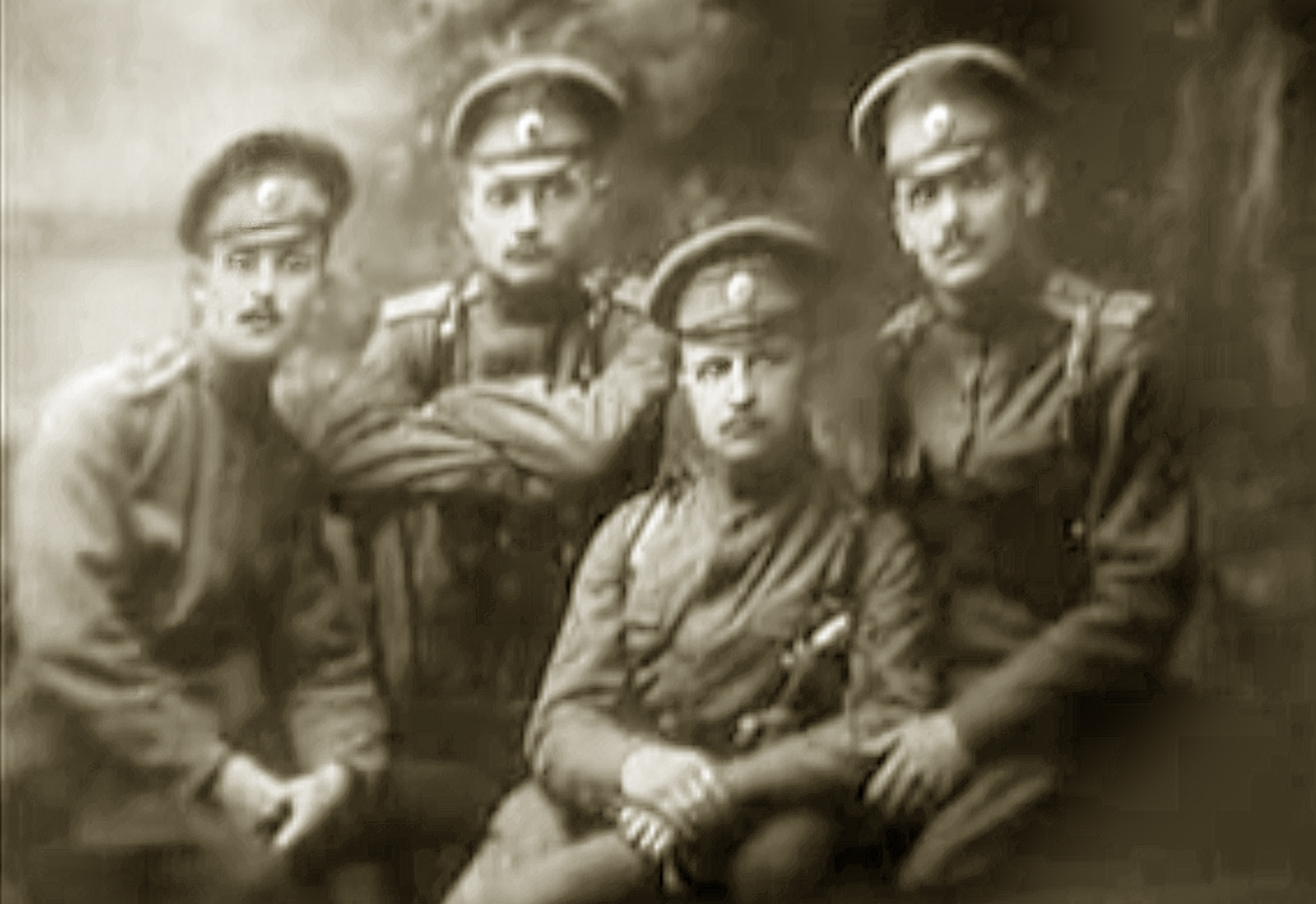
А. Ф. Тур (3-й слева) в Действующей армии. Крепость Новогеоргиевск, 1915 г.

По условиям акта о капитуляции весь гарнизон был пленен. Все без разбору, офицеры и солдаты были погружены в эшелоны и перевезены в лагерь Тухоля. Врачи госпиталя разделили участь защитников крепости. Находясь в плену, они продолжали оказывать помощь раненым и больным. В лагере не раз вспыхивали эпидемии, бороться с которыми при полном отсутствии лекарств было очень трудно. Смертность среди заболевших пленных солдат была чрезвычайно высокой. В плену, который продолжался более двух с половиной лет, А. Ф. Тур узнал о том что на Родине в феврале 1917 г. отрекся от престола император Николай II, а в октябре случилась пролетарская революция. Только после марта 1918 г., когда новое Советское правительство заключило с Германией Брестский мирный договор, военнопленных стали постепенно освобождать. Многие офицеры отправились в Добровольческую армию белых. У А. Ф. Тура выбора не было. Он вернулся в Петроград, где оставались родители и брат с сестрой.
В отличие от подавляющего большинства других военно-учебных заведений царской России, Военно-медицинская академия не была закрыта новой властью и продолжала свою работу. Осталось на месте и подавляющее число прежних преподавателей и профессоров. Это позволило А. Ф Туру продолжить прерванную учёбу.
Уже на следующий год А. Ф. Туру, как прослушавшему полный курс медицинских наук и выдержавшему установленные испытания, был присвоено звание врача (до 1918 г. выпускникам ВМА присваивалось звание лекаря). Набранные баллы позволили Александру Федоровичу участвовать в конкурсе «для оставления в академии с целью подготовки к научной деятельности». Он выбрал кафедру детских болезней профессора А. Н. Шкарина, с которым его связывали интересы ещё с младших курсов учебы в академии. Всё началось с того, что Александр Фёдорович оказался активным членом кружка любителей музыки, который организовал А. Н. Шкарин. Часто бывая в клинике детских болезней, А. Ф. Тур увлекся и научными интересами профессора. Конкурс А. Ф. Тур прошёл весьма успешно и получил положительное решение комиссии, но в стране шла Гражданская война, и распоряжением Главного военно-санитарного управления РККА он был направлен врачом в Действующую армию.
В рядах 11-й стрелковой дивизии Александр Федорович оказывал помощь раненым во время боёв против Юденича, затем в Польском походе, где дивизия действовала в составе 15-й армии Корка. После того, как 15-я армия на подступах к Варшаве была разбита, А. Ф. Тур оказался в окружении и с разрозненными частями своей дивизии с боями отступал в Белоруссию. После окончания войны дивизия была расквартирована в Петрограде, где в марте 1921 года участвовала в подавлении Кронштадтского мятежа. Во время этой братоубийственной бойни было особенно много раненых как среди атакующих, так и среди обороняющихся солдат и матросов. После этих событий, в мае 1921 года старшему врачу подвижного батальона 11-й стрелковой дивизии, военврачу 3-го ранга А. Ф. Туру было дозволено вернуться в Военно-медицинскую академию.

### Начало научной деятельности
Возвращению А. Ф. Тура в академию предшествовало драматическое событие. Годом ранее, 12 августа 1920 г. вследствие автомобильной аварии в больнице скончался профессор А. Н. Шкарин. Выборы нового профессора, начальника кафедры состоялись лишь 28 мая 1921 г., то есть через несколько дней после прихода туда Александра Фёдоровича. С этого дня и на следующие 40 лет руководителем кафедры стал 36-летний профессор Михаил Степанович Маслов, с которым судьба связала А. Ф. Тура на всю последующую жизнь.
В сентябре 1921 г. А. Ф. Тур был назначен ординатором детской клиники, а с февраля следующего года — младшим преподавателем кафедры. В сентябре он был переведён на должность младшего ассистента с тем, чтобы с 1923 г. занять должность ассистента кафедры детских болезней. В том же 1923 г. А. Ф. Тур вновь был возвращён на службу в РККА. На этот раз он был назначен на должность старшего врача 20-го отдельного железнодорожного батальона, который только недавно был переформирован из Кронштадтской отдельной крепостной железнодорожной роты. На этот раз служба в условиях мирного времени продолжалась всего 1 год, и в 1924 г. Александр Фёдорович вернулся к своим обязанностям ассистента. В том же 1924 г. он защитил диссертацию «Протеинотерапия и её влияние на организм ребёнка» на степень доктора медицины (в 1935 г. утверждён в учёной степени доктора медицинских наук, учреждённой постановлением СНК СССР от 13.01.1934 г.).
В последующие несколько лет, работая на кафедре и одновременно в период с 1924 по 1930 гг., в Институте по изучению мозга и психической деятельности, А. Ф. Тур опубликовал 21 научную работу, в которых представил результаты своих исследований. В контексте научного направления кафедры в его трудах, которые всегда имели клиническую направленность, большое внимание уделялось лабораторным исследованиям. В эти годы А. Ф. Тур активно занимался изучением активности некоторых ферментов, холестерина крови и мочи у здоровых детей и при аномалиях конституции, анемиях, диспепсиях и т. д. В 1926 году за работу «Практическая гематология детского возраста» в рамках всесоюзного конкурса Александру Фёдоровичу Туру была присуждена 2-я премия им. К. А. Раухфуса (Золотой стетоскоп).
В 1928 г. в соавторстве с М. С. Масловым он опубликовал свою первую монографию «Расстройства питания и пищеварения у детей грудного возраста».

### Один из основоположников педиатрического образования
В январе 1925 г. в Ленинграде на базе бывшей Городской детской больницы «В память священного коронования Их Императорских Величеств» был открыт научно-практический институт Охраны материнства и младенчества им. Клары Цеткин (ОММ). М. С. Маслов, ставший вскоре заместителем директора этого института, пригласил А. Ф. Тура на должность научного сотрудника и заведующего биохимической лабораторией. Оставаясь ассистентом кафедры детских болезней ВМА, 15 июля 1925 г. Александр Фёдорович приступил к своим новым обязанностям.
В 1928 г. в институте ОММ был открыт факультет усовершенствования врачей. Это факт стал толчком к образованию кафедр. Одной из первых появилась кафедра физиологии, гигиены и диететики раннего детского возраста. Вначале её возглавил М. С. Маслов, а с 1930 г., после присвоения профессорского звания, — А. Ф. Тур. Коллектив кафедры, которая вскоре была переименована в кафедру пропедевтики детских болезней, оказался небольшим — всего 5 преподавателей. Базой её стало физиологическое отделение на 50 коек. С этого момента Александр Фёдорович оставил кафедру детских болезней ВМА и полностью сконцентрировался на работе в институте ОММ. В научном плане это было весьма плодотворное время. Фактически именно в 30-е годы полностью обозначились основные научные интересы А. Ф. Тура. Достаточно указать некоторые монографии, которые были опубликованы в довоенное время: «Практическая гематология детского возраста» (1931), «Справочник по диететике раннего детского возраста» (1935), «Физиология и патология периода новорождённости» (1936), «Гимнастика ребёнка раннего возраста» (1937), «Пропедевтика детского возраста» (1940). Именно гематология, неонатология, возрастная физиология и диететика стали основными проблемами кафедры А. Ф. Тура на многие годы.
В 1935 г. институт ОММ был преобразован в учебный и получил название Ленинградский педиатрический медицинский институт (ЛПМИ). С этого момента впервые в мире началась подготовка детских врачей рамках первичного педиатрического образования. Через 4 года, в 1939 г. кафедра пропедевтики детских болезней А. Ф. Тура со всем своим коллективом была преобразована в кафедру госпитальной педиатрии, а её место в ЛПМИ заняла новая кафедра пропедевтики, переведённая из Первого медицинского института (1-й ЛМИ) во главе с профессором А. Б. Воловиком. В 1935—1936 гг. Александр Фёдорович попытался одновременно с основной деятельностью возглавить курс детских болезней в медвузе-больнице им. И. И. Мечникова, но вскоре отказался от этой затеи, поскольку объем работы в ЛПМИ только увеличивался, и времени заниматься организацией новой кафедры не оставалось. Тем не менее, в 1931—1941 гг. он успешно совмещал профессором Ленинградского института усовершенствования врачей. Главной же заботой Александра Фёдоровича всегда оставался ЛПМИ, где на этапе становления педиатрического образования приходилось особенно много времени уделять вопросам методики преподавания сначала пропедевтического курса, затем госпитального. Но все это внезапно было прервано начавшейся Великой Отечественной войной.

### В кольце блокады Ленинграда
С началом войны в ЛПМИ уже в июне 1941 г. были мобилизованы в Действующую армию 129 врачей и 150 медицинских сестер. Ещё несколько десятков сотрудников пополнили ряды 5-й дивизии народного ополчения.. В этих условиях институт ни на один день не прекращал своей деятельности. Все 900 дней блокады, зимой и летом дважды в день преодолевая путь в 2,5 км от дома № 104 на Большом пр. П. С. до Литовской ул., где находился институт, Александр Фёдорович продолжал руководить своей кафедрой, занимался лечебной и научной работой. ЛПМИ оказался единственным ВУЗом Ленинграда, который продолжал учить студентов даже в кольце блокады, лишь на короткое время в зиму 1941—1942 г. прервав учебный процесс. Уже в 1942 г. был объявлен очередной набор студентов.

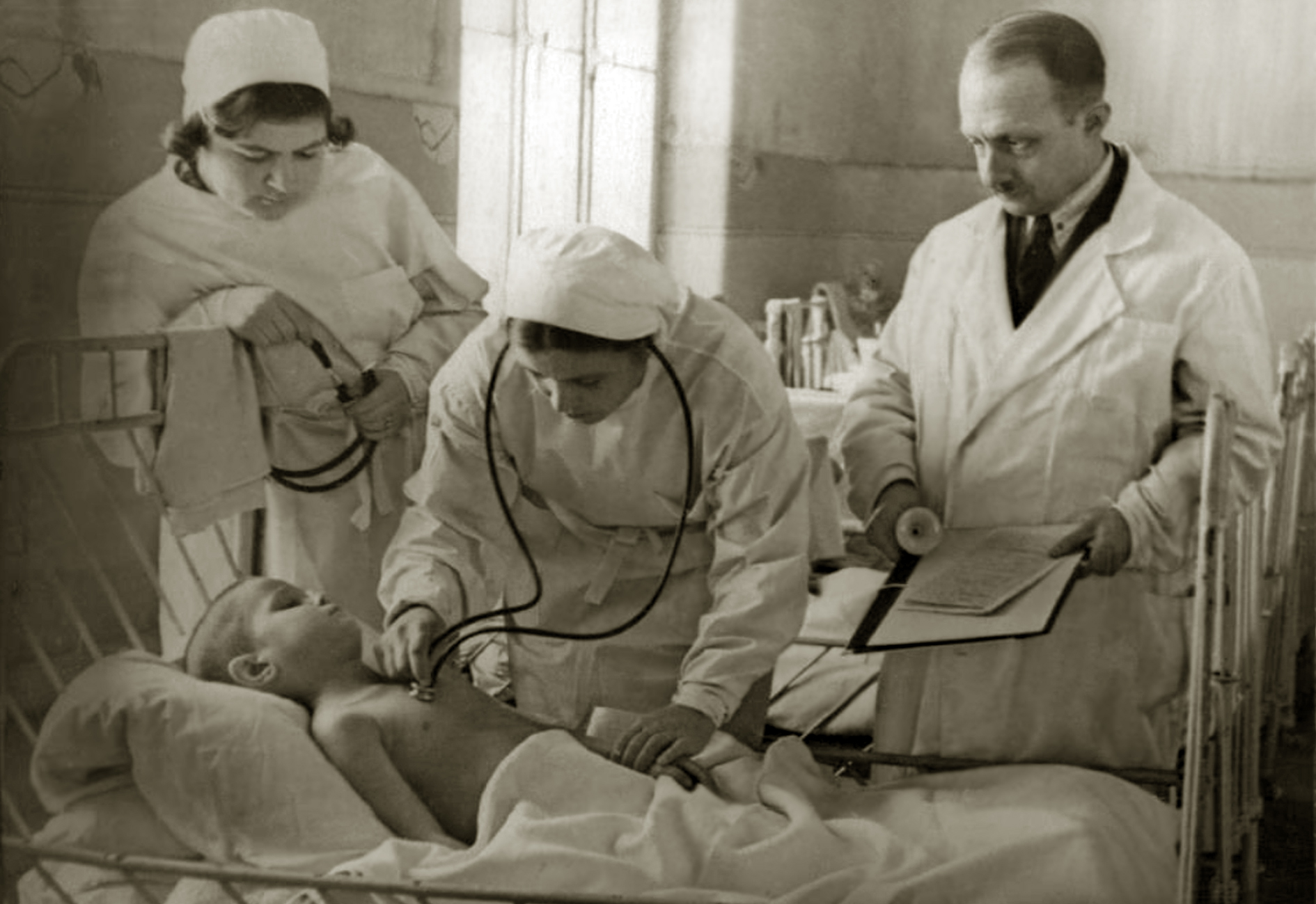
А. Ф. Тур на обходе в одной из клиник ЛПМИ со студентками Т. В. Капачинской и Б. Ф. Жуковой. 1942 г.

Война и блокада Ленинграда существенно скорректировали научную направленность деятельности кафедры. В условиях тотального голода главными стали вопросы дистрофии детей, острых кишечных заболеваний, авитаминозов. Большое внимание сотрудники кафедры уделяли разработке рецептур смесей для вскармливания грудничков и детей раннего возраста. Институт взял на себя разработку режима питания детей, введения новых блюд из различных заменителей и веществ, ранее не применявшихся для детского питания (из сои, восстановленного растительного масла из олифы, дрожжевой суп и др.).
В июле 1942 г. вместе с ректором ЛПМИ Ю. А. Менделевой А. Ф. Тур возглавил Совет детского питания. В эти годы он постоянно выступал с рекомендациями для матерей, социальных и медицинских работников по методам сохранения жизни и здоровья детей в тяжёлых условиях блокады. В этом Александр Фёдорович видел свою главную задачу врача. Собственно, он сам об этом непрерывно говорил, например в 1943 г., в брошюре «Как уберечь ребёнка от заболевания поносом в летнее время»:

«Борьба за детскую жизнь и здоровье — наша обязанность, это наш долг, долг всех советских людей тыла перед Родиной и перед теми, которые, оставив на наше попечение своих детей, сами ушли с оружием в руках защищать Советскую страну…».— 
В 1942 г. Ленинградский Горздравотдел ввёл должность главного педиатра города, назначив на неё профессора А. Ф. Тура. Это означало, что на плечи Александра Фёдоровича легли обязанности по организации медицинской помощи детям в масштабах всего, находящего в блокадном кольце, города. В эти же годы вместе с Ю. А. Менделевой А. Ф. Тур заменил находящегося в эвакуации М. С. Маслова на посту председателя ленинградского отделения Общества детских врачей. Только за 1942—1943 гг. общество собиралось 35 раз. Перед педиатрами города выступали учёные (главным образом ЛПМИ) с докладами по наиболее злободневным темам охраны здоровья детей, которые всегда имели прямой выход в практику.
Своей неутомимой деятельностью, сам страдавший от дистрофии, А. Ф. Тур подарил жизнь тысячам ленинградских детей, но не смог избежать трагедии в семье. В июле 1942 г. от последствий истощения, полученного зимой, умер отец, а уже после снятия блокады, в 1945 г. — мать. Из четырёх членов семьи ко Дню Победы Александр Фёдорович остался вдвоём с сестрой.
Итоги работы ленинградских педиатров за годы блокады А. Ф. Тур обобщил в двух сборниках: «Вопросы педиатрии в годы блокады Ленинграда» (1944, 1946 гг.). Кроме того, 125 статей ленинградских учёных, возглавляемых Александром Фёдоровичем, составили четвертый номер журнала «Педиатрия» за 1944 г. Редакционная коллегия журнала писала: 

«Пусть этот номер „Педиатрии“ останется историческим памятником самоотверженной работе детских врачей Ленинграда…».— 

### Действительный член Академии медицинских наук СССР А. Ф. Тур

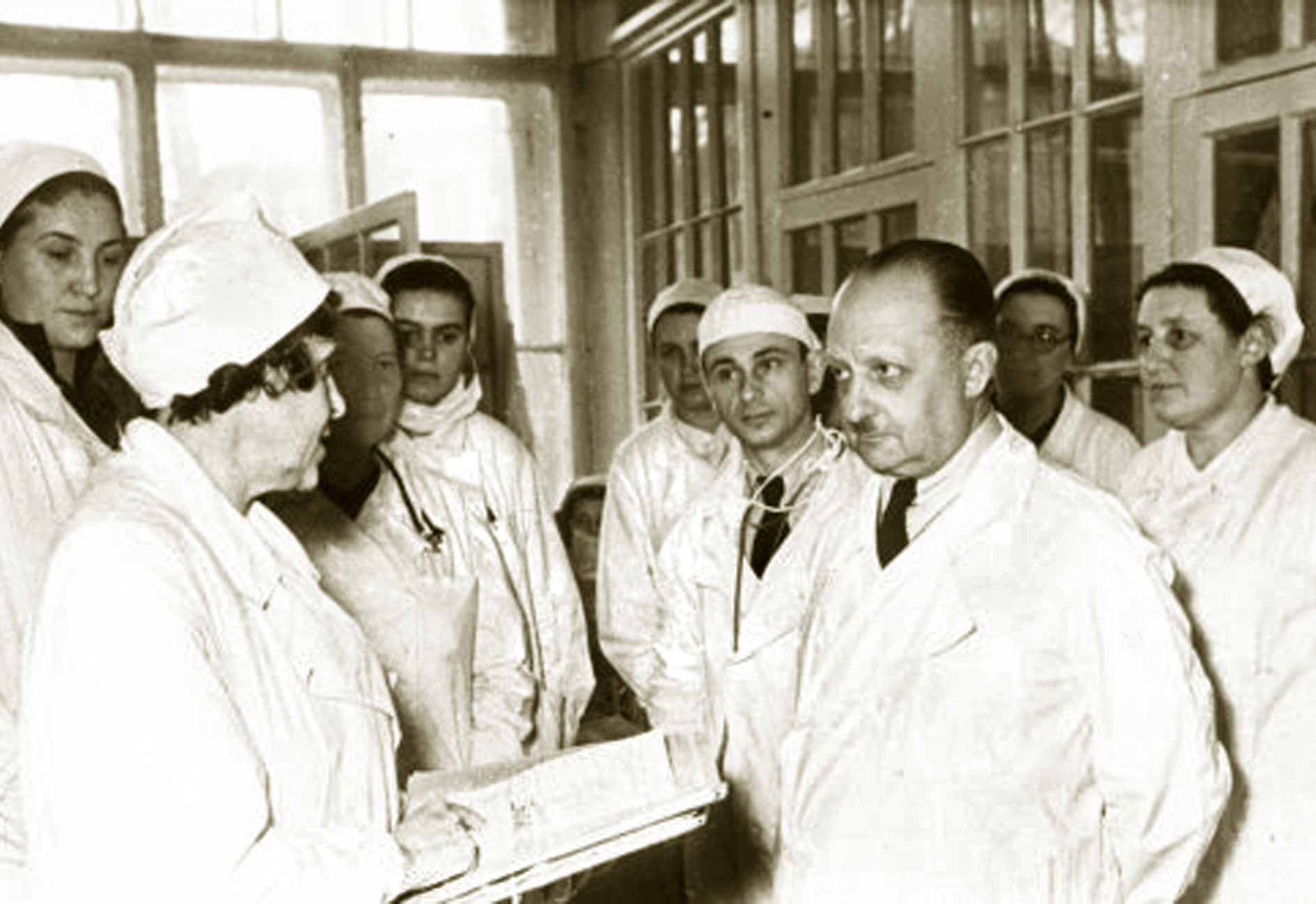
А. Ф. Тур на обходе в одной из госпитальных клиник ЛПМИ

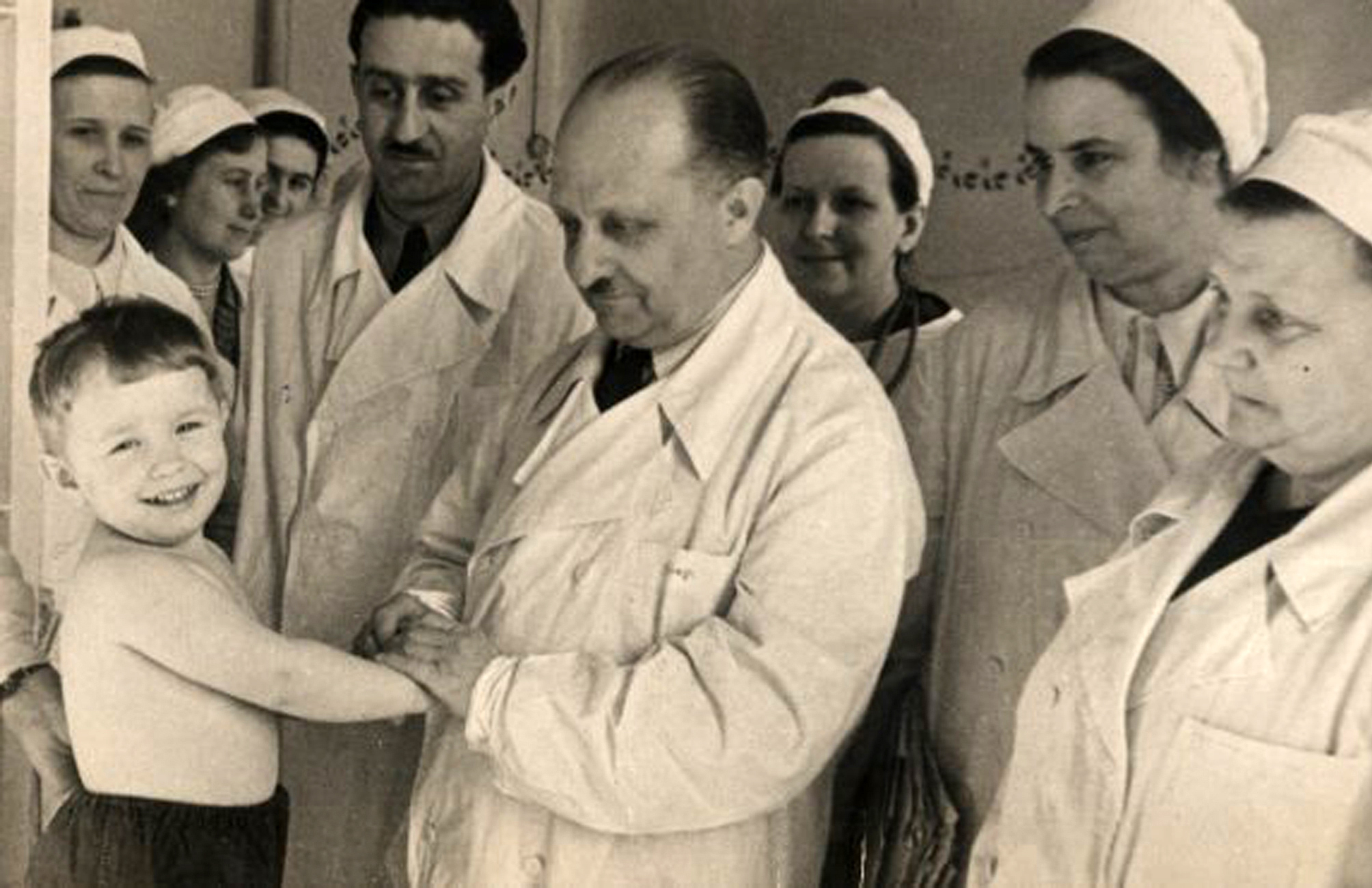
А. Ф. Тур на обходе в одной из госпитальных клиник ЛПМИ

Вскоре после окончания войны, в том же 1945 году А. Ф. Тур был избран членом-корреспондентом Академии медицинских наук СССР, а уже в 1952 г. — академиком. Он продолжал возглавлять кафедру госпитальной педиатрии ещё почти 30 лет. Пожалуй, это был самый стабильный и наиболее плодотворный в научном и педагогическом плане период. Кафедра госпитальной педиатрии непрерывно наращивала свою мощь как за счёт количественного прироста числа сотрудников, так и благодаря качественному состава преподавателей и научных сотрудников академической группы. Преподавание велось на двух самых старших курсах института: цикл госпитальной педиатрии для студентов 5-го курса и субординатура у шестикурсников. Все это требовало огромной методической работы.
Одновременно, Александр Фёдорович постоянно увеличивал объём научных исследований на кафедре. Прежде всего это касалось таких направлений, как детская гематология, неонатология, диететика раннего возраста, эндокринология. Благодаря деятельности А. Ф. Тура педиатрия как наука получила четкую физиологическую направленность. Занимаясь вопросами вскармливания А. Ф. Тур не мог пройти мимо проблем развития детей и методов его контроля. Одним из первых он обратил внимание на диссоциации возрастного развития и стал настаивать на необходимости раздельного определения возраста календарного, возраста психоневрологического и моторного развития ребёнка.
Все результаты научной деятельности А. Ф. Тура и его сотрудников отражены в многочисленных публикациях. Проверенные практикой, они сразу находили своё место в повседневной лечебной работе клиник кафедры и в лекционном материале для студентов, часто ещё раньше, чем появлялись на страницах учебников. Лекции для студентов у Александра Фёдоровича всегда носили проблемный характер, отличались новизной и глубиной проработки материала. Трудно было рассчитывать сдать экзамен по госпитальной педиатрии студенту, который не посещал лекций, и не потому, что кто-то контролировал посещаемость, а по той причине, что прочитать об этом в учебных пособиях было далеко не всегда возможно.
Общая направленность научных исследований на кафедре стала определяющей при создании первых специализированных служб в детском здравоохранении. Благодаря деятельности А. Ф. Тура в 60-70 годы в Ленинграде оформились такие самостоятельные направления в педиатрии, как гематология, эндокринология и неонатология. Рождение одного из них стало основанием для присуждения Александру Фёдоровичу в 1970 г. Ленинской премии, как сказано в преамбуле: 

«…за цикл работ по физиологии и патологии детей раннего возраста, содействующих резкому снижению заболеваемости и смертности среди них».— 
На протяжении всей своей жизни учёного и педагога, главным для Александра Фёдоровича всегда оставался конкретный маленький пациент. Так было, когда он впервые переступил порог детской клиники ВМА, так было в годы блокады Ленинграда, так оставалось на протяжении всех послевоенных лет его жизни. Ежедневные обходы больных с врачами базовых клиник кафедры составляли главную заботу профессора А. Ф. Тура. Прежде всего именно здесь, у постели больного ребёнка, а не в лабораториях и библиотеках, где у каждого был свой комплекс научных интересов, формировался тот коллектив единомышленников, который получил название «Школа академика Тура».
Как было заведено с давних пор, 1 сентября 1974 г. Александр Фёдорович готовился открыть очередной учебный год вступительной лекцией по курсу госпитальной педиатрии для вновь пришедших пятикурсников. Впервые за 39 лет этого не случилось, и лекцию, посвящённую памяти своего Учителя в этот день прочитал один из его ближайших учеников доцент Олег Феодосьевич Тарасов.
Как вспоминал доцент Р. И. Зейтц:
Александр Федорович умер в Гаграх 24 июля 1974 года от инфаркта миокарда, находясь в гостинице «Гагрипш». Он и там работал, рецензируя чьи-то диссертации. Кто-то к нему пришёл, постучались, дверь была не заперта, никто не отозвался. Люди вошли. Тур лежал на полу ещё в сознании. Последнее, что он сказал: «Ничего не надо делать. Это конец!» За его телом полетели доцент Тарасов и его шофёр — Рубен…

Могила А. Ф. Тура на Серафимовском кладбище (19 участок, 100 метров по дорожке между 18 и 19 уч. и 30 метров вправо; 59°59′41″ с. ш., 30°16′44″ в. д.)

Похороны Александра Федоровича были грандиозны — тут уж обком ничего сделать не мог. На панихиде выступали многие известные деятели медицины и искусства, которых в детстве Тур лечил, с которыми общался по работе, много его коллег приехало из Москвы и других городов. На пути в крематорий колонну машин возглавляли и заключали автомобили ГАИ.
Урна с прахом академика Тура была захоронена в могиле его отца на Серафимовском кладбище (прим.: участок 19). Позже на могиле был поставлен черный гранитный памятник с профилем академика из белого мрамора.

## Научная деятельность
Научные работы, выполненные А. Ф. Туром и его сотрудниками, можно распределить по следующим основным группам:
- физиологические особенности и воспитание здоровых детей;
- диететика здорового и больного ребёнка;
- гематология здорового и больного ребёнка;
- физиология и патология, выхаживание новорождённых и недоношенных детей;
- алиментарная дистрофия у детей Ленинграда в годы блокады;
- рахит и его профилактика;
- детская эндокринология;

А. Ф. Тура по праву считают одним из основоположников таких разделов отечественной педиатрии как неонатология, детские гематология и эндокринология, диететика.
Подготовил 28 докторов и 110 кандидатов медицинских наук.
А. Ф. Тур — создатель крупнейшей педиатрической школы. Его ученики: профессора А. M. Абезгауз, Н. А. Алексеев, А. Н. Антонов, И. А. Верещагин, И. М. Воронцов, А. И. Егорова, Р. Ф. Езерский, В. И. Калиничева, Ю. Р. Ковалев, Ю. А. Котиков, Р. Е. Леенсон, М. В. Миллер-Шабанова, М. Н. Небытова-Лукьянчикова, А. В. Папаян, Н. В. Потанин, Л. М. Скородок, Г. М. Слуцкая, Н. П. Шабалов, Л. В. Эрман; доктора медицинских наук О. В. Беневская, Л. Г. Квасная, доцент О. Ф. Тарасов и др.

## Избранные труды
А. Ф. Тур является автором более 250 опубликованных научных и научно-популярных работ, в том числе 7 монографий, справочников, 3 учебников и 4 руководств.
- Маслов М. С., Тур А. Ф. Расстройства питания и пищеварения у детей грудного возраста. — М.; Л.: Гос. изд-во, 1928. — 248 с. — 4000 экз.
- Маслов М. С., Тур А. Ф., Данилевич М. Г. Руководство по педиатрии : Для студентов и врачей. — Л.: Медгиз, 1938. — 739 с. — 20 000 экз.
- Тур А. Ф. Краткий терапевтический справочник детского врача. — Медгиз, 1942. — 132 с. — 8000 экз.
- Тур А. Ф. Как уберечь ребенка от заболевания поносом в летнее время. — Л.: Медгиз Ленингр. отд-ние, 1943. — 22 с.
- Тур А. Ф. Научные работы по педиатрии, выполненные в Ленинграде во время войны (1.07.1941-1.06.1944) // Педиатрия. — 1944, № 4. — (С. 75-77).
- Тур А. Ф. Расстройства питания и другие заболевания у детей Ленинграда в 1941-42 гг. // Педиатрия. — 1944, № 4. — (С. 10-18).
- Тур А. Ф. Режим жизни и питания детей в условиях войны и блокады // Вопросы педиатрии в дни блокады Ленинграда / Сб. 1. — Л., 1944. — (С. 20-30.).
- Тур А. Ф. Особенности клиники, течения и лечения алиментарных дистрофий у детей // Вопросы педиатрии в дни блокады Ленинграда / Сб. 1. — Л., 1944. — (С. 38-47.).
- Тур А.Ф., Балинская Н. В. Лечение алиментарных дистрофий у детей // Работы ленинградских врачей за годы Отечественной войны. выпуск пятый. — Л.: Медгиз. Ленинградское отделение, 1944. — 30-42 с.
- Работы ленинградских врачей за годы Отечественной войны: (Сборник статей). Вып. 6 : Инфекции. Авитаминозы / под ред. проф. С. В. Висковского, проф. В. Г. Гаршина, доц. С. Л. Гаухмана, проф. Ф. И. Машанского, проф. И. Д. Страшуна,  проф. А. Ф. Тура, проф. М. Д. Тушинского, проф. М. В. Черноруцкого. — Л.: Медгиз Ленингр. отд-ние, 1945. — 159 с.
- Тур А. Ф. Алиментарная дистрофия у детей Ленинграда в 1941-1944 гг. // Вопросы педиатрии в дни блокады Ленинграда / Сб. 2. — Л., 1946. — (С. 5-15.).
- Тур А. Ф. Борьба с гипотрофией в детских учреждениях в условиях Ленинграда в дни Отечественной войны и блокады // Вопросы педиатрии в дни блокады Ленинграда / Сб. 2. — Л., 1946. — (С. 16-34.).
- Гаршин В. Г., Гаухман С. Л., Гефтер Ю. М., Рысс С. М., Тур А. Ф., Тушинский М. Д., Хвиливицкая  М. И., Черноруцкий М. В. Алиментарные дистрофии в блокированном Ленинграде: [Сб. статей] / Под ред. М. В. Черноруцкий. — Л.: Медгиз, 1947. — 367 с.
- Тур А. Ф. Физиология и патология детей периода новорождённости. — Медгиз, 1955. — 432 с. — 1300 экз. (1936, 1947, 1955, 1967 гг)
- Тур А. Ф. Гематология детского возраста. — Медгиз, 1957. — 310 с. — 20 000 экз.
- Миронович В., Квасная Л., Потанин Н. Вопросы гематологии в педиатрии. Работы кафедры госпитальной педиатрии / Под ред. А. Ф. Тура. — Л.: ЛПМИ, 1958. — 303 с. — 2000 экз.
- Губерт К., Рысс М. Гимнастика и массаж в раннем возрасте / Под ред. А.Ф. Тура. — Медгиз, 1958. — 144 с. — 13 000 экз.
- Вопросы гематологии в педиатрии / Под ред. А. Ф. Тура. — Л.: Издание Государственной Публичной библиотеки им. М. Е. Салтыкова-Щедрина, 1962. — 430 с. — 2000 экз.
- Матери о ребёнке / Под ред. А. Ф. Тура. — Медгиз, 1962. — 252 с. — 75 000 экз.
- Тур А. Ф. Рахит. — Медицина, 1966. — 172 с. — 10 000 экз.
- Тур А. Ф. Пропедевтика детских болезней. — Медицина, 1967. — 492 с. — 100 000 экз. (1940, 1949, 1954, 1955, 1967, 1971 гг)
- Тур А. Ф. Физиология и патология новорождённых детей. — Медицина, 1967. — 356 с. — 15 000 экз.
- Тур А. Ф. М. С. Маслов. — М.: Медицина, 1969. — 52 с. — (Выдающиеся деятели отечественной медицины и здравоохранения). (Маслов, Михаил Степанович)
- Вопросы гематологии в педиатрии. Сборник IV / Под ред. А.Ф. Тура. — Л.: ЛПМИ, 1970. — 430 с. — 2100 экз.
- Тур А. Ф., Шабалов Н. П. Кровь здоровых детей разных возрастов. — Медицина, 1970. — 176 с. — 10 000 экз.
- Справочник по диететике детей раннего возраста / Под ред. А. Ф. Тура. — Медицина, 1971. — 288 с. — 100 000 экз. (1935, 1937, 1940, 1949, 1952, 1954, 1959, 1971 гг)
- Диатезы у детей / Под ред. А. Ф. Тура, А. Б. Воловика, А. В. Папаяна. — Л.: ЛПМИ, 1972. — 164 с. — 1000 экз.
- Синявская Н., Туроверова Н., Люблинская А., Мокровская Ф. Родителям о детях / Под ред. А.Ф. Тура. — Медицина, 1976. — 384 с. — 200 000 экз.
- Детские болезни / Под ред. А. Ф. Тура, О. Ф. Тарасова, Н. П. Шабалова. — Медицина, 1985. — 608 с. — 100 000 экз.

## Общественная деятельность
Во все годы своей деятельности А. Ф. Тур нес разнообразную общественную нагрузку:
- Председатель постоянно действующей комиссии по здравоохранению Выборгского района Ленинграда (1940—1947);
- Первый главный педиатр Ленинграда (1942—1952 гг), в том числе во время блокады города[11];
- Член правления (с 1921 года), сопредседатель правления (1942—1944 гг), председатель правления (с 1961 года до кончины) Ленинградского общества детских врачей;
- Председатель правления Всероссийского общества детских врачей (1958—1974 гг.);
- Депутат Выборгского районного Совета депутатов трудящихся (1939—1947);
- Депутат Ленинградского городского Совета депутатов трудящихся V, VI, VII созывов.

## Гражданская позиция, факты биографии
- Истинные политические взгляды А. Ф. Тура оценить весьма сложно. В условиях репрессивного государства, в котором ему пришлось жить и работать, очень трудно рассчитывать на искренность их выражения. Например, дома, на письменном столе Александра Фёдоровича всегда стояла фотография известного своими монархическими взглядами друга отца — профессора истории, а позже академика С. Ф. Платонова.
- Именно А. Ф. Тур в конце 30-х годов пригласил к себе на кафедру в качестве ассистента выпущенного на свободу бывшего социал-демократа, члена «Бунд», осуждённого в 1931 г. по статье 58-4, А. М. Абезгауза[12]. В эти годы таких, как А. М. Абезгауз, как правило, сторонились. Нужно было обладать большой личной смелостью, чтобы протянуть руку помощи бывшему «врагу народа». Вряд ли А. Ф. Тур разделял политические взгляды своего нового сотрудника, однако считал его талантливым специалистом, и для него этого было достаточно.
- Уже в 1950 г. в аналогичной ситуации А. Ф. Тур поддержал академика Л. А. Орбели, который после печально известной объединённой, так называемой «павловской сессии» АН и АМН СССР, был отстранен от руководства Естественно-научным институтом имени П. Ф. Лесгафта. Тогда Александр Фёдорович предоставил ошельмованному Л. А. Орбели свою физиологическую клинику для того, чтобы тот смог продолжить начатые исследования.
- Чуть ранее, в 1949 г. Александр Фёдорович открыто выражал своё несогласие с арестом первого ректора ЛПМИ — профессора Ю. А. Менделевой, осуждённой по Ленинградскому делу.
- Известно, что Александр Федорович дружил со знаменитой оперной певицей Софьей Петровной Преображенской и был частым гостем в её доме[13]. Возможно, не без его влияния старшая дочь Софьи Петровны — Надежда — выбрала для себя специальность детского врача.

## Награды и признание

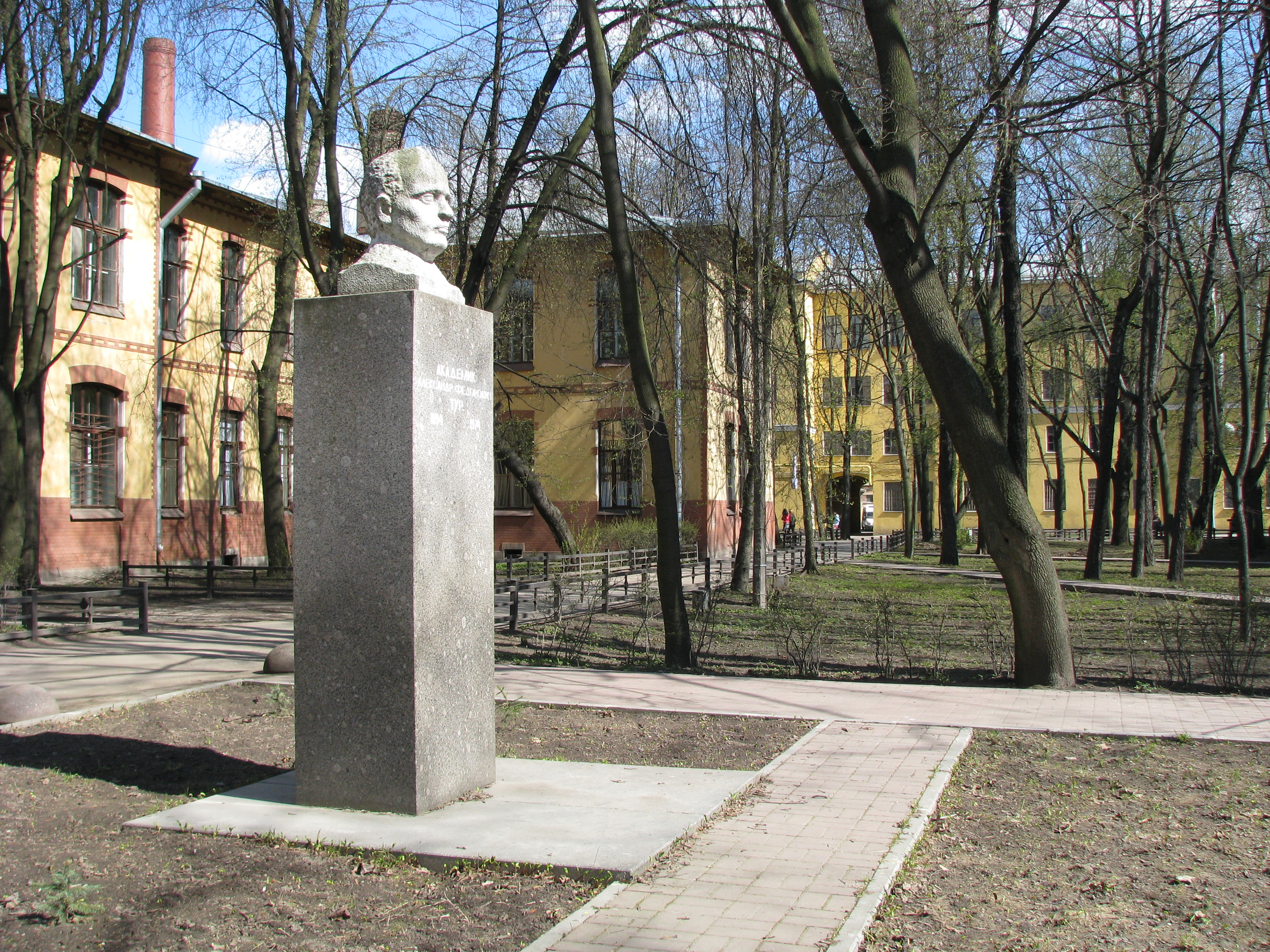
Бюст академика А. Ф. Тура на территории СПбГПМУ

- 2-я премия им. К. А. Раухфуса (Золотой стетоскоп) за работу «Практическая гематология детского возраста» (1926)
- Орден Трудового Красного Знамени (1942)
- Медаль «За оборону Ленинграда» (1943)
- Орден Отечественной войны I ст. (1945)
- Медаль «За доблестный труд в Великой Отечественной войне 1941—1945 гг.» (1945)
- Два ордена Ленина (1951, 1960)[14]
- Медаль «В память 250-летия Ленинграда» (1956)
- Медаль «В ознаменование 100-летия со дня рождения Владимира Ильича Ленина» (1970)
- Серебряная медаль ВДНХ (1971)
- Ленинская премия (1970)
- Заслуженный деятель науки РСФСР (1947)
- Почётный член Чехословацкого медицинского общества им. Я. Пуркине.
- Член научных обществ педиатров Болгарии, Венгрии, Италии.

## Память
- Памятник и мемориальная доска на территории СПбГПМУ
- 27 марта 2012 года решением Учёного Совета СПбГПМА (ныне СПбГПМУ) имя академика А. Ф. Тура присвоено кафедре поликлинической педиатрии[15] (ныне кафедра педиатрии[16].

## Фильм
- Доктор. Академик Александр Тур, документальный фильм режиссёра Владислава Виноградова, 1972 год